# Депо (зупинний пункт, Південна залізниця)
Депо — пасажирський залізничний зупинний пункт Полтавської дирекції Південної залізниці.
Розташований у місті Гребінка, Гребінківського району Полтавської області на лінії Прилуки — Гребінка між станціями Гребінка (2 км) та Пирятин (14 км).
На зупинному пункті зупиняються приміські дизель-поїзди.